# Tiroxina
La L-tiroxina o tetraiodo-L-tironina (T4) è uno degli ormoni iodati prodotti dalle cellule tiroidee insieme alla 3,5,3'-triiodo-L-tironina (T3). Si usa denominarla anche T4, in opposizione all'altro ormone tiroideo circolante T3 (il numero 3 a pedice indica il numero di atomi di iodio presenti), che è la forma più attiva dell'ormone, avendo un'affinità 10 volte maggiore per il recettore degli ormoni tiroidei.

## Descrizione
È sintetizzata nelle cellule follicolari della tiroide a partire da una grossa glicoproteina nota come tireoglobulina, accumulata nella colloide dei follicoli. Dopo la sintesi, è immessa nel circolo ematico assieme alla T3, dove viaggiano principalmente legate a proteine plasmatiche, che le proteggono dal metabolismo e dall'escrezione: la TBG (globulina legante la tiroxina, in inglese thyroxine binding globulin) ne lega il 75%, il resto è legato all'albumina e alla prealbumina. Una piccola quota (circa lo 0,03% di T4 e lo 0,3% di T3) viaggia come ormone libero, le cosiddette fT4 e fT3 (f=free, cioè libere), che rappresentano la frazione fisiologicamente attiva, cioè capace di legarsi al proprio recettore.
La tiroxina è la più presente nel sangue, rappresentando il 90% del totale degli ormoni tiroidei, e la sua emivita è relativamente elevata (6 giorni) contro 1 giorno per T3. Tuttavia, viene convertita in parte in T3 attraverso deiodinazione a carico dell'enzima iodotironina-5'deiodinasi per esplicare i suoi effetti.
Gli ormoni tiroidei agiscono sul metabolismo corporeo in vari modi:
- Aumentano il consumo di ossigeno e la produzione di calore (con aumento della temperatura corporea)
- Stimolano la sintesi proteica e positivizzano il bilancio dell'azoto (indice di utilizzo delle proteine per la loro sintesi)
- Aumentano la gluconeogenesi e la glicogenolisi
- Stimolano la sintesi, la mobilizzazione e il catabolismo del colesterolo e dei lipidi in genere. L'azione catabolica è prevalente

Gli ormoni tiroidei aumentano la velocità dei processi ossidativi cellulari e regolano il metabolismo della maggior parte dei tessuti. In generale, si ha un effetto prevalentemente anabolico a basse dosi, mentre a dosi elevate si ha un'azione catabolica. Questa azione bifasica è evidente nei confronti del metabolismo del glicogeno, delle proteine e dei lipidi.
Inoltre, T4 e T3 regolano l'attività del sistema adrenergico agendo sulla responsività dei tessuti periferici alle catecolamine. Un loro eccesso, come negli ipertiroidismi, causa un aumento della frequenza cardiaca e della contrattilità miocardica; un aumento della gittata pulsatoria e della gittata cardiaca; la diminuzione delle resistenze periferiche causata dalla vasodilatazione; un aumento del flusso sanguigno locale nella cute (con conseguente sudorazione e aumento della temperatura), nei muscoli, nel cuore e nell'encefalo. Questi cambiamenti sono il risultato di vari fattori: azione inotropa (aumento della forza di contrazione cardiaca) e cronotropa (aumento della frequenza cardiaca) positiva degli ormoni tiroidei, aumentata responsività all'azione delle catecolamine, aumentata richiesta periferica di ossigeno.
Nel corso della vita giovanile, la tiroxina e la sua forma più attiva T3, in collaborazione con l'GH (ossia l'ormone somatotropo, secreto dall'adenoipofisi) controllano l'accrescimento. Gli ormoni tiroidei sono indispensabili allo sviluppo dell'apparato scheletrico e alla maturazione di quello riproduttivo.
In ambito clinico, il dosaggio della frazione libera (quella non legata alle proteine di trasporto plasmatiche) della T4 e della T3 (fT4 e fT3), essendo la quota responsabile delle azioni sui tessuti, unita al dosaggio dell'ormone tireostimolante (TSH), permette la diagnosi della maggior parte delle malattie tiroidee.
A livello farmacologico, la tiroxina è usata per la terapia sostitutiva nei pazienti con ipotiroidismo e cretinismo o per la soppressione del TSH nei pazienti con gozzo non tossico.

## Effetti biologici
Tra gli effetti biologici degli ormoni tiroidei ricordiamo:
1. Termogenesi e consumo di ossigeno: l'azione più rimarchevole della T3 è quella di potenziare il consumo di ossigeno e la produzione di calore da parte di vari tessuti, aumentando così il metabolismo basale,  attraverso un'azione sia sulla respirazione mitocondriale sia sul tessuto adiposo bruno[2].
2. Metabolismo glucidico e lipidico: gli ormoni tiroidei aumentano l'assorbimento del glucosio intestinale, la gluconeogenesi epatica, la glicogenolisi e la lipolisi e accelerano il catabolismo dell'insulina, con conseguente ridotta tolleranza al glucosio o aumentato fabbisogno di insulina nei soggetti diabetici. Gli ormoni tiroidei influenzano anche l'assetto lipidico; ad esempio, nell'ipertiroidismo la colesterolemia si riduce grazie alla rimozione delle lipoproteine LDL per un aumento dei loro recettori tissutali; nell'ipotiroidismo, invece, il catabolismo delle LDL è ritardato[2].
3. Sistema nervoso simpatico: gli ormoni tiroidei favoriscono un aumento del numero dei recettori β-adrenergici e potenziano l'azione delle catecolamine anche a livello post-recettoriale[2].
4. Apparato cardiovascolare: gli ormoni tiroidei determinano un aumento della frequenza cardiaca (effetto cronotropo positivo) e della forza di contrazione del miocardio (effetto inotropo positivo). La T3, inoltre, ha la capacità di ridurre le resistenze vascolari periferiche, inducendo una vasodilatazione delle arteriole[2].